# Quỹ đạo nhật tâm
Một quỹ đạo nhật tâm (còn gọi là quỹ đạo quay quanh mặt trời) là một quỹ đạo quay quanh khối tâm hệ thiên thể của Hệ Mặt Trời, thứ thường ở vị trí bên trong hoặc rất gần bề mặt của Mặt trời. Tất cả các hành tinh, sao chổi và tiểu hành tinh trong Hệ Mặt trời đều có quỹ đạo này, cũng như nhiều tàu thăm dò và các mảnh vụn không gian. Các vệ tinh của các hành tinh trong Hệ Mặt Trời thì ngược lại, không có quỹ đạo nhật tâm bởi vì chúng quay quanh hành tinh của chúng.
Khối tâm hệ thiên thể của Hệ Mặt Trời, trong khi luôn luôn ở rất gần Mặt trời, di chuyển qua không gian khi thời gian trôi đi phụ thuộc vào việc các thiên thể lớn khác trong Hệ Mặt Trời, ví dụ như Sao Mộc và các hành tinh khí khổng lồ khác, đang ở đâu vào thời điểm đó. Một hiện tượng tương tự cho phép việc xác định các hành tinh ngoài hệ Mặt Trời bằng cách sử dụng phương pháp vận tốc xuyên tâm.
Tàu vũ trụ đầu tiên được đặt vào một quỹ đạo nhật tâm là tàu Luna 1 vào năm 1959. Con tàu này được lên kế hoạch va chạm Mặt trăng nhưng thay vào đó lại bị lỡ do không căn chuẩn xác thời gian đốt cháy tầng trên.

## Trans-Mars injection

Sơ đồ Trans-Mars injection.
A = Quỹ đạo chuyển tiếp Hohmann. B = Nhiệm vụ kết hợp. C = Nhiệm vụ phản đối

Một trans-Mars injection (TMI) là một quỹ đạo nhật tâm trong đó một vận động đẩy được sử dụng để đặt một thiết bị vũ trụ vào một quỹ đạo, còn được biết đến là quỹ đạo chuyển tiếp Sao Hỏa, thứ sẽ đưa nó tới Sao Hỏa.